# 拉普阿

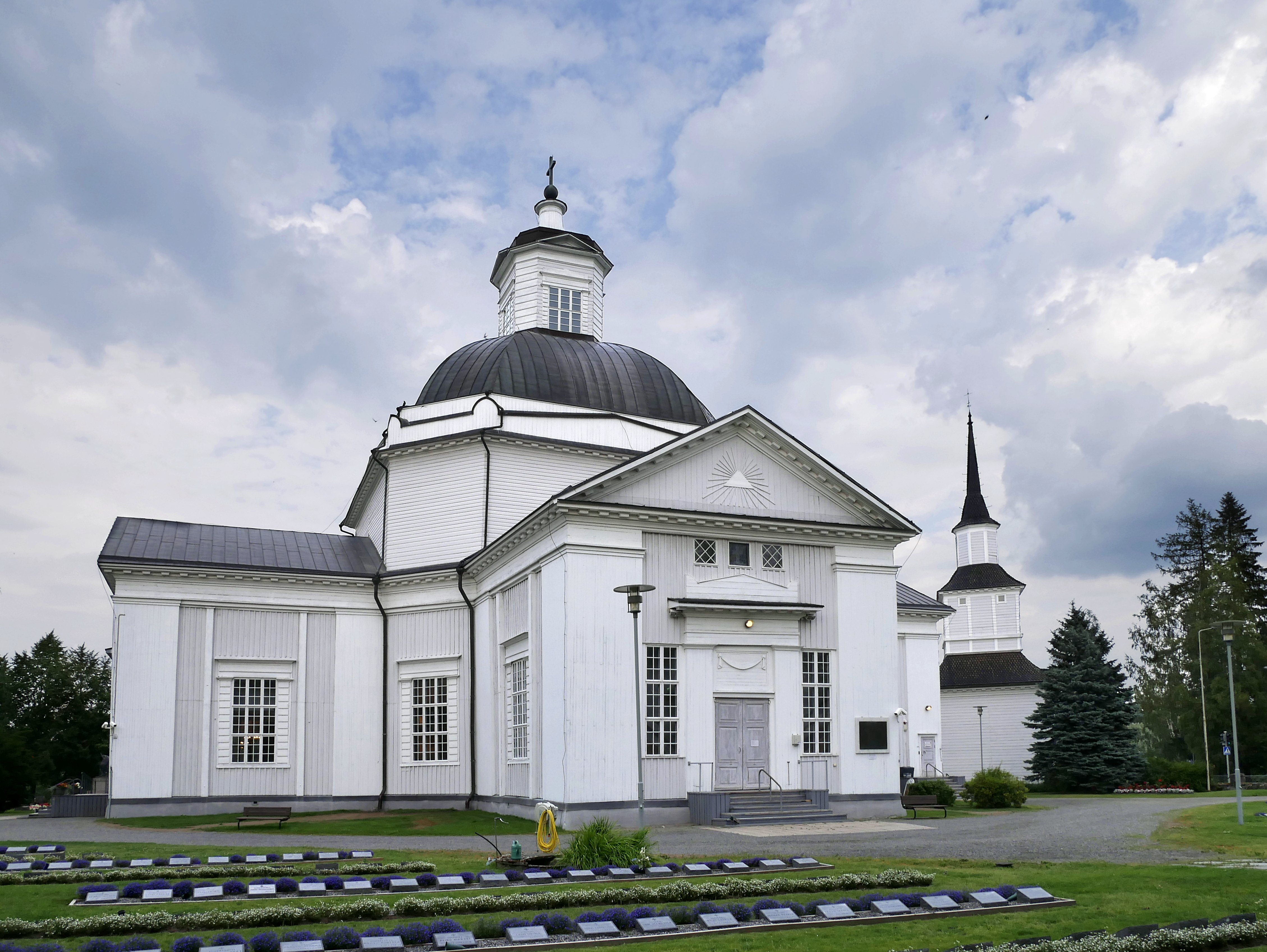
拉普阿主教座堂

拉普阿（芬蘭語：Lapua）是芬蘭南博滕區的城市，位於該國西部，距離塞伊奈約基25公里，面積750.77平方公里，2012年人口14,538，其中約99%居民的母語是芬蘭語。拉普阿运动在此地兴起并以该地名字命名。

## 外部連結
- 拉普阿市官方网站 （页面存档备份，存于） （文） （瑞典文） （英文） （德文） （俄文）
- Lapuan historiallinen tietokanta （页面存档备份，存于） （文）